# Simonyhütte
Die Simonyhütte ist eine sowohl im Sommer als auch im Winter bewartete Schutzhütte der Kategorie I der Sektion Austria des ÖAV in 2205 m ü. A. Höhe, knapp unterhalb des Hallstätter Gletschers am Fuß des Hohen Dachsteins.

## Lage

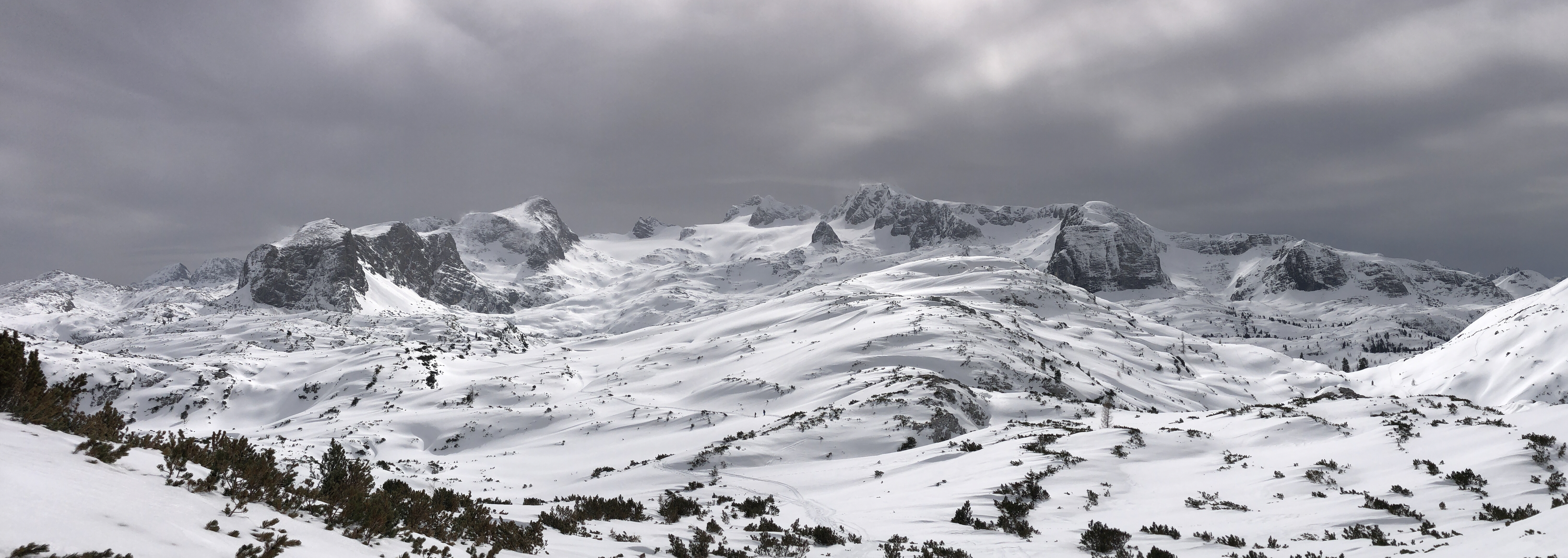
Taubenkogel, Vorderer Gjaidstein, Großer Koppenkarstein (hinten), Hoher Gjaidstein, Dirndln sowie Hoher und Niederer Dachstein (davor der Hallstätter Gletscher, unterhalb die Simonyhütte), Schöberl, Hohes und Niederes Kreuz, Hoher, Mittlerer und Niederer Ochsenkogel, Hoher und Niederer Grünberg (von links nach rechts)

Die Hütte befindet sich im nördlichen Teil des Dachsteinmassivs hoch über Hallstatt in Oberösterreich und liegt im UNESCO-Welterbegebiet Hallstatt-Dachstein/Salzkammergut. Sie wurde auf dem Gebiet der Gemeinde Hallstatt unweit des Gipfels des Schöberls auf einem lawinensicheren, aussichtsreichen Geländeabsatz errichtet. Hinter der Hütte befindet sich die Dachsteinkapelle, etwas unterhalb der Hütte in einer überdachten Doline das Indoor-Kletterareal. An der Hütte treffen die Steige zur Gjaidalm (Obertraun), dem Wiesberghaus (Hallstatt), dem hohen Trog (Hintertal), zum Hohen Gjaidstein, zum Taubenkogel und zum Hallstätter Gletscher (Hoher Dachstein) zusammen. Unterhalb der Hütte befindet sich der Eissee. Im Winter liegt die Hütte an der mit Stangen markierten nationalen Skitour Österreichs von der Bergstation der Dachstein-Seilbahn hinunter nach Obertraun.

## Geschichte
Im Jahr 1843 wurde im Wildkar, unterhalb der heutigen Hütte, erstmals eine Rast- und Notunterkunft eingerichtet, damals Hotel Simony genannt, nach Friedrich Simony, dem Pionier der Dachsteinerschließung. Mit dem Bau am heutigen Platz, den Simony selbst ausgewählt hatte, begann man 1876. Am 18. August 1877 folgte die feierliche Eröffnung. Aufgrund des steigenden Zuspruchs wurden rasch immer neue Umbauten und Erweiterungen nötig, erstmals von 1891 bis 1893. Danach von 1922 bis 1933, eine Generalinstandsetzung folgte 1953 und schließlich ein neuerlicher Zu- und Umbau von 1961 bis 1963.
Seit 1977, dem hundertjährigen Bestehen, existieren neben der Hütte ein alpines Ausbildungszentrum und ein Klettergarten. Mit dem Bau einer Kläranlage wurde 1989 begonnen, 1998 der alte Unterstand Hotel Simony generalsaniert und im Jahr darauf die Simonyhütte (Neueröffnung 4. Juli. 1999).

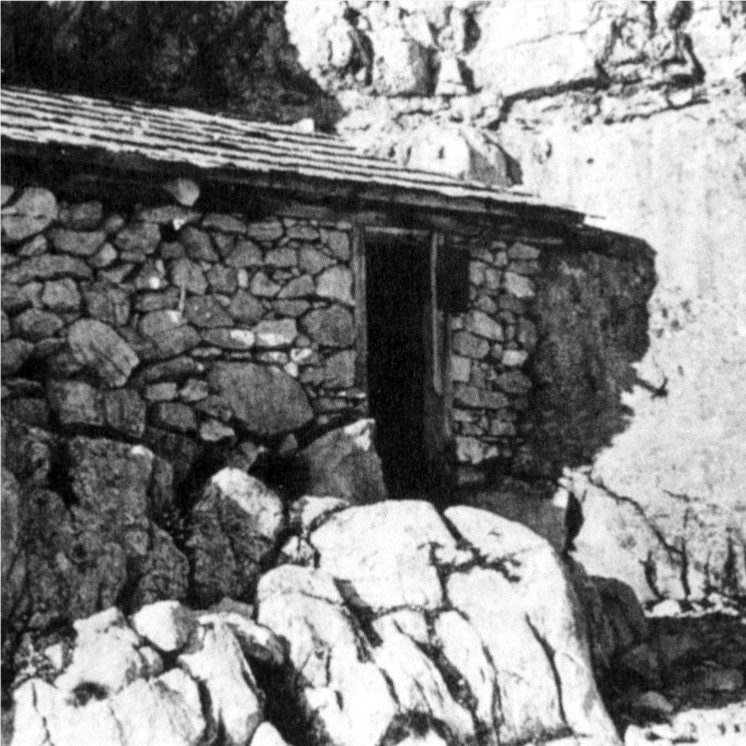
Hotel Simony 1876 …
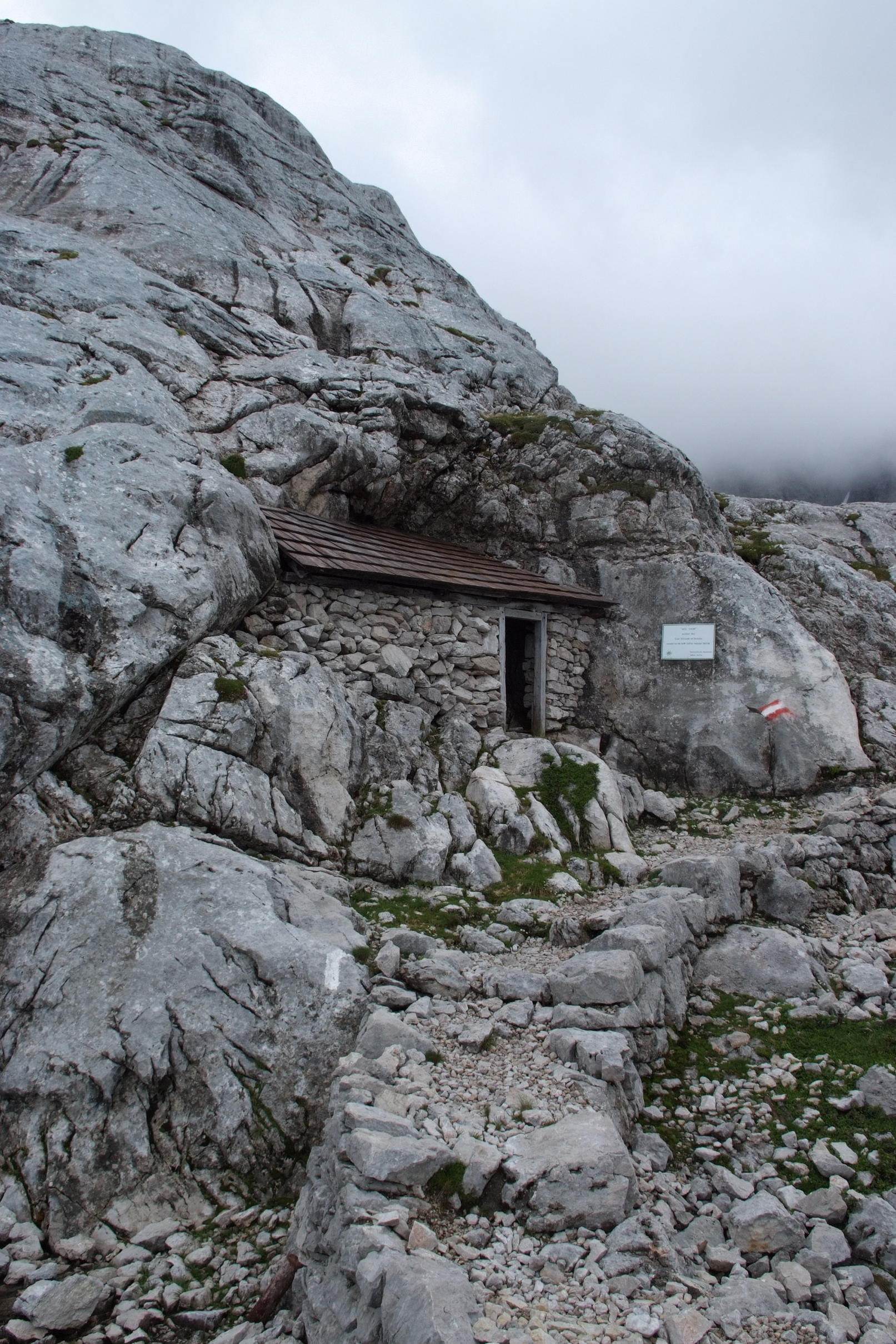
… und 2009
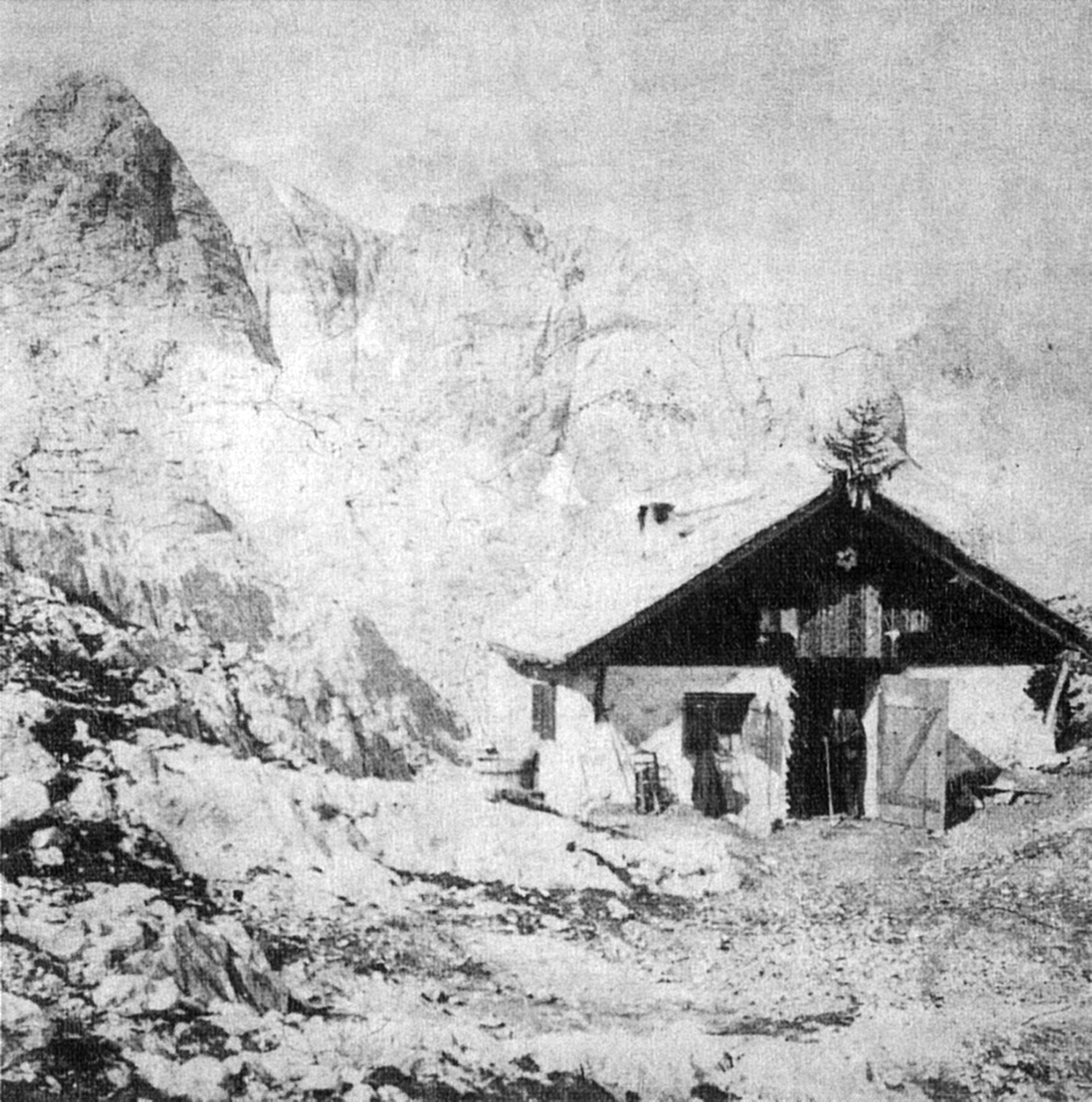
Fotografie der ersten Hütte (Friedrich Simony 1877)
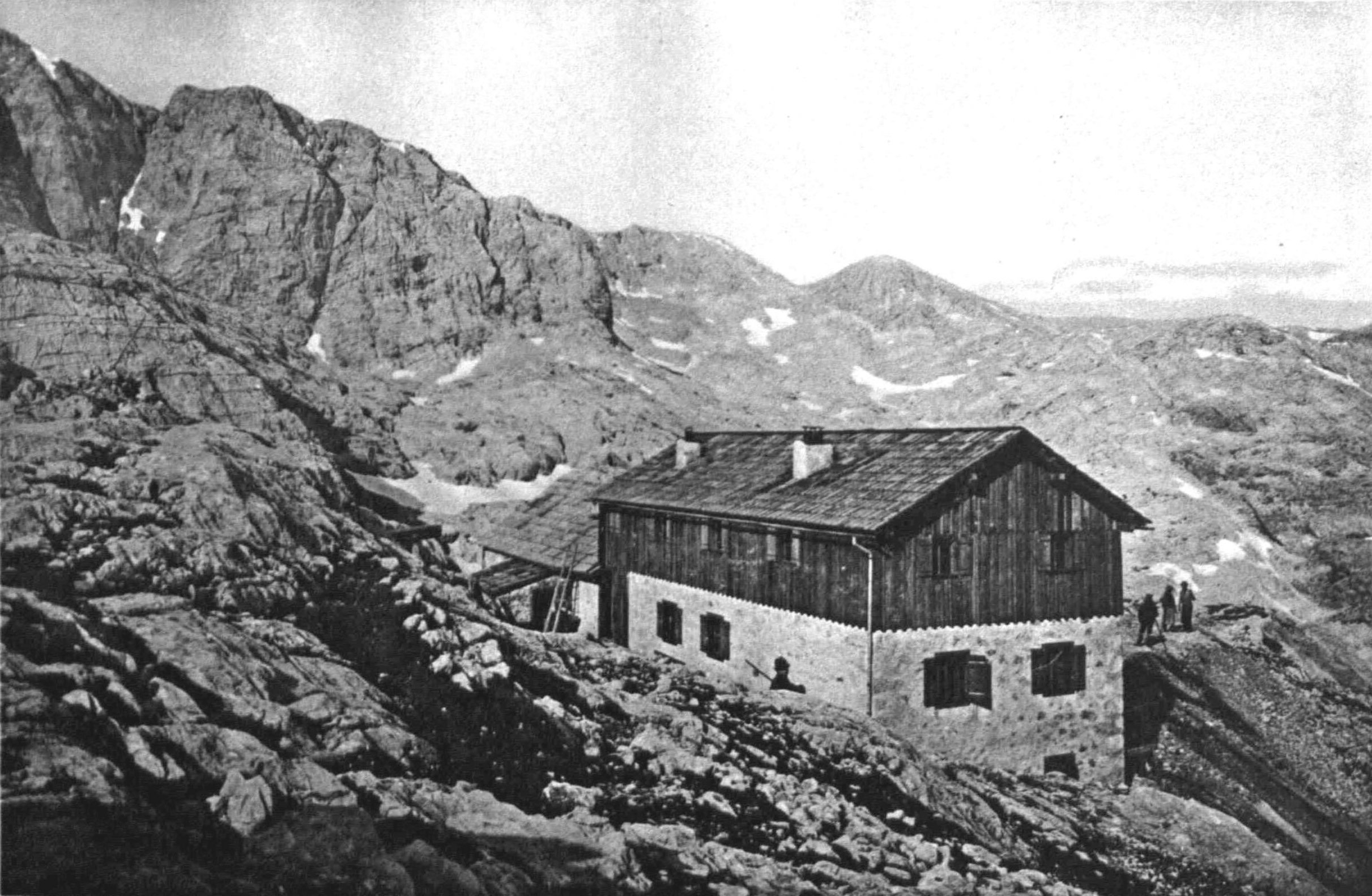
Simony-Schutzhaus um 1894

## Infrastruktur

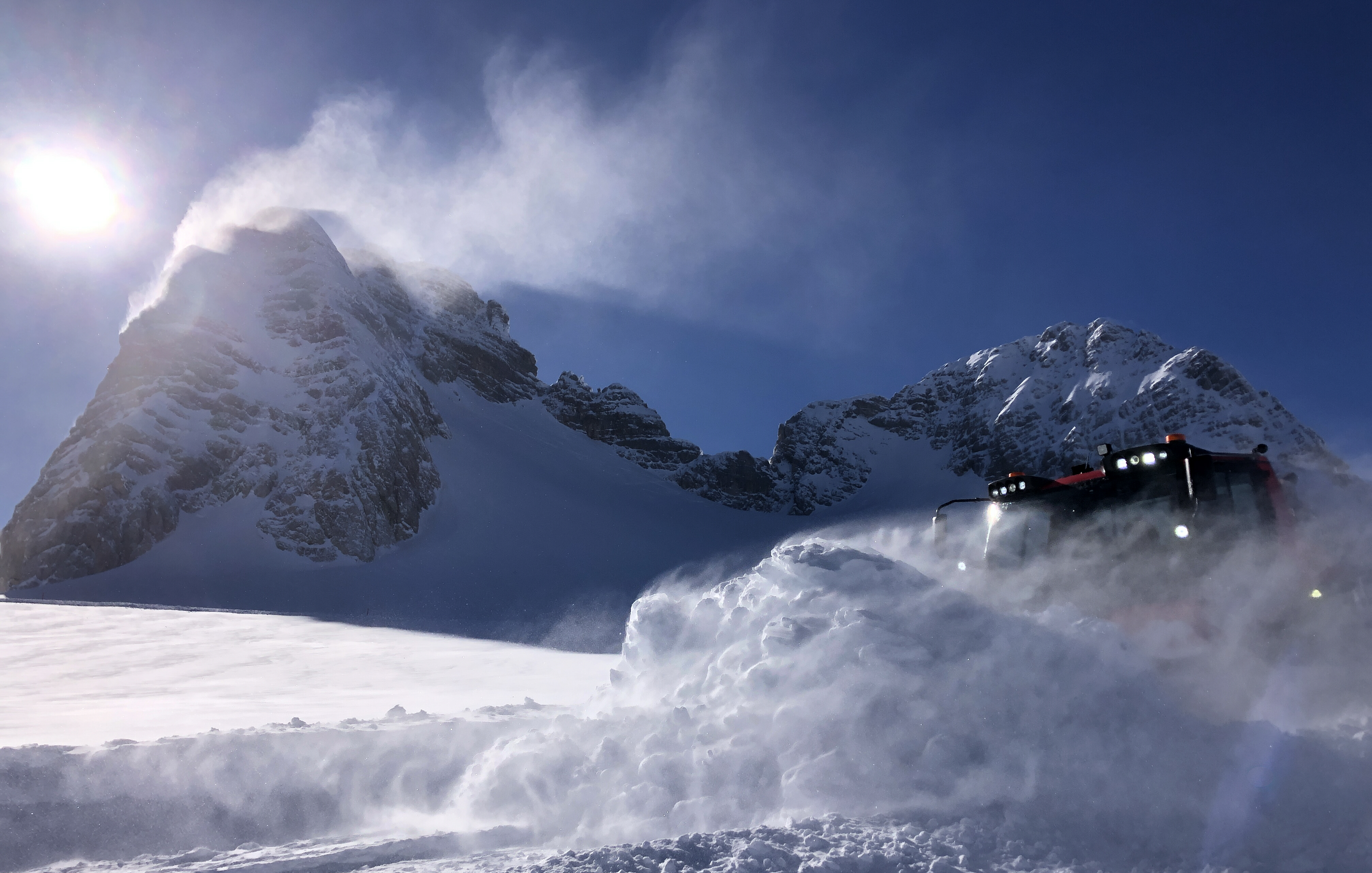
Hoher und Niederer Dachstein mit Hallstätter Gletscher und Pistenbully 600 im Winter bei der Skitourenpräparierung der Route zur Simonyhütte

Die Hütte verfügt im Erdgeschoß über drei Gasträume, eine Küche, einen Schuh- und Trockenraum sowie WC-Anlagen. Im Obergeschoß befindet sich die Schlafräume und Sanitäranlagen, insgesamt sind 31 Betten in Zimmern und 59 Schlafplätze in den Lagern verfügbar. Der Vorbau dient als wettergeschützter Zugang und gleichzeitig als Notraum (auch außerhalb der Bewartungszeiten nicht verschlossen). In der überdachten-Kletterdoline unterhalb der Hütte sind verschiedene gut abgesicherte Kletterrouten eingerichtet, im Winter steht ein Lawinen-Übungsfeld bereit. Hinter der Hütte ist der Helikopter-Landeplatz.
Da sich in Hüttennähe keine Quelle befindet kann die Wasserversorgung nur über die Fassung von Niederschlägen ermöglicht werden, die in großen Tanks im Keller gesammelt und vor Verwendung gereinigt werden. Daher muss mit Wasser sparsam umgegangen werden – dies ermöglicht die ganzjährige Wasserversorgung der Hütte. Eine biologische, mehrstufige Kläranlage sorgt für die Reinhaltung des Alpinraumes, was in dem Karstgelände von hoher Bedeutung ist. Auch die Kläranlage trägt zum Wassersparen bei, in dem das gereinigte Brauchwasser für die Toilettenspülung recycelt wird. Zur Stromversorgung steht eine leistungsfähige Solaranlage mit Akkuspeicherung zur Verfügung ergänzt durch Solarthermie für Warmwassererzeugung. Ein Dieselaggregat unterstützt wenn die Solarenergie nicht ausreicht. Die Beheizung erfolgt über einen Kaminofen, im Winter zusätzlich durch eine Pelletsheizung.
Die Hütte ist nicht nur ein bedeutender Stützpunkt für Bergsteiger, die von hier aus größere Touren über das Dachsteingebirge unternehmen können, sondern auch eine Bergsteigerschule, wo Ausbildungskurse (beispielsweise Gletscher- oder Kletterkurse) angeboten werden. Angeschlossen ist ein überdachter Klettergarten.
Die Simonyhütte bietet im Winter zahlreiche Möglichkeiten für Skitouren und Schneeschuhwanderungen. Die wichtigen Skitouren (Hallstätter Gletscher zur Dachsteinseilbahn, zur Gjaidalm und zum Wiesberghaus) sind mit Stangen markiert und werden wiederkehrend im Winter mit dem Pistenbully gewaltzt je nach Schnee- und Wetterlage, was vor allem im kupierten Gelände dieser Skitouren von Vorteil ist bei den Abfahrten und die Orientierung erleichtert.
Direkt bei der Hütte liegt mit der Dachsteinkapelle die höchstgelegene Kirche der Nordalpen.

## Touren
Das Tourengebiet ist weitläufig – es handelt sich um ein Karstgebiet, so dass es Dolinen gibt –, daher ist Umsicht geboten, besonders wenn diese mit Schnee überdeckt sind.

### Zugänge
- Von der Gjaidalm (1750 m, Dachsteinseilbahn von Obertraun) über den Hüttenweg, mittel, Gehzeit: 2½ Stunden
- Vom Hunerkogel (2690 m, Dachstein-Südwandbahn von Ramsau) über den Hallstätter Gletscher, nur für Geübte mit Gletscherausrüstung, Gehzeit: 1½ Stunden
- Von Hallstatt (515 m) über das Wiesberghaus, konditionell anspruchsvoll, Gehzeit: 6 Stunden
- Von Obertraun (540 m, Talstation Dachsteinseilbahn) über die Gjaidalm, konditionell anspruchsvoll, Gehzeit: 6 Stunden

### Übergänge
Da die Simonyhütte bereits im Nahbereich des Hallstätter Gletschers liegt, sind bei den meisten Übergängen Kenntnisse einer Gletscherbegehung mit entsprechender Ausrüstung notwendig. Ausgenommen sind die Wege zum Wiesberghaus und zur Gjaidalm.
- Wiesberghaus (1887 m) über Hochplateau, mittel, Gehzeit: 1 Stunde
- Adamekhütte (2196 m)
  - über Hohen Trog und Hoßwandscharte, mittel, Gehzeit: 4½ Stunden
  - über Hallstätter Gletscher, Steinerscharte und Gosaugletscher, Gehzeit: 3½ Stunden
- Seethalerhütte (2740 m) über den Hallstätter Gletscher, Gehzeit: 2½ Stunden
- Dachsteinsüdwandhütte (1910 m) über Hallstätter Gletscher und Hunerscharte, Gehzeit: 4½ Stunden
- Austriahütte (1638 m) über Hallstätter Gletscher, Austriascharte und Edelgrieß, Gehzeit: 5 Stunden
- Guttenberghaus (2146 m) über Hallstätter Gletscher, Gjaidsteinsattel und Gruberscharte, Gehzeit: 6 Stunden
- Schilcherhaus (1740 m) auf der Gjaidalm, über das Hochplateau, mittel, Gehzeit: 2 Stunden

### Gipfelbesteigungen
- Hoher Dachstein (2995 m) über Seethalerhütte, nur für Geübte, Stellen I-II nach UIAA, teilweise gesichert, Gehzeit: 3½ Stunden
- Hoher Gjaidstein (2794 m) über Eisseen, Gjaidkar und Notbiwak, nur für Geübte, teilweise weglos, Gehzeit: 2½ Stunden
- Hoher Ochsenkogel (2520 m) über den Hohen Trog, mittel, teilweise weglos, aber markiert, Gehzeit: 2 Stunden
- Schöberl (2426 m) über den mittelschweren Klettersteig, nur mit Ausrüstung, Gehzeit: 45 Minuten
- Taubenkogel (2301 m), Gehzeit: ca. 2 Stunden
- weitere Gipfel sind nur mit alpiner Erfahrung und Ortskenntnis ersteigbar, da größtenteils weglos: Hohes Kreuz (2837 m), Niederer Dachstein (2934 m), Eisstein (2654 m)